# Dinotrema lineolum
Dinotrema lineolum är en stekelart som först beskrevs av Thomson 1895.  Dinotrema lineolum ingår i släktet Dinotrema, och familjen bracksteklar. Arten är reproducerande i Sverige.